# Amandato
Amandato ist eine osttimoresische Aldeia im Suco Balibo Vila (Verwaltungsamt Balibo, Gemeinde Bobonaro). 2015 lebten in der Aldeia 2199 Menschen.

## Geographie
Amandato liegt im Zentrum des Sucos Balibo Vila. Westlich befinden sich die Aldeias Atara und Balibo Vila, nördlich die Aldeia Belola und östlich die Aldeia Builekun. Im Süden grenzt Amandato an den Suco Sanirin und im Süden an den Suco Leohito.
Durch die Aldeia führt die Straße von Balibo, vorbei an dem Ortsteil Aube, nach Maliana. An der Straße liegen von West nach Ost die Dörfer Amandato, Be-Rame und Aitos. Während es noch nördlich der Straße einige vereinzelte Häuser und kleine Siedlungen gibt, ist der Süden der Aldeia praktisch unbewohnt. Duanele ist die größte Höhle in Balibo und für Besucher zugänglich.

## Politik
2023 wurde Maria Emilia Santos Maia zum Chefe de Aldeia gewählt.